# Ronneby, Minnesota
Ronneby, Minnesota (енгл. Ronneby) насељено је место без административног статуса у америчкој савезној држави Минесота.

## Демографија
По попису из 2010. године број становника је 67, што је 51 (318,8%) становника више него 2000. године.
| Група             | 2000.       | 2010.       |
| Белци             | 16 (100,0%) | 67 (100,0%) |
| Афроамериканци    | 0 (0,0%)    | 0 (0,0%)    |
| Азијати           | 0 (0,0%)    | 0 (0,0%)    |
| Хиспаноамериканци | 0 (0,0%)    | 0 (0,0%)    |
| Укупно            | 16          | 67          |